# Jonathan English
Jonathan English est un réalisateur et producteur de cinéma britannique.

## Filmographie
Sauf indication contraire, les informations mentionnées dans cette section peuvent être confirmées par la base de données cinématographiques IMDb,  présente dans la section « Liens externes ».

### Réalisateur
- 2002 : Nailing Vienna
- 2006 : Minotaur
- 2011 : Le Sang des Templiers (Ironclad)
- 2014 : Le Sang des Templiers 2 (Ironclad: Battle for Blood)
- 2018 : L'Autre femme de mon mari (Who Is My Husband)
- 2018 : The Killing House
- 2020 : The Outpost (série TV) - 2 épisodes

### Producteur
- 1997 : So This Is Romance? de Kevin W. Smith
- 2019 : A.I. Rising de Lazar Bodroza
- 2022 : You Won't Be Alone de Goran Stolevski